# Municipio de Equality (Dakota del Norte)
El municipio de Equality (en inglés: Equality Township) es un municipio ubicado en el condado de Williams en el estado estadounidense de Dakota del Norte. En el año 2010 tenía una población de 46 habitantes y una densidad poblacional de 0,5 personas por km².

## Geografía
El municipio de Equality se encuentra ubicado en las coordenadas 48°19′59″N 103°8′37″O / 48.33306, -103.14361. Según la Oficina del Censo de los Estados Unidos, el municipio tiene una superficie total de 91.15 km², de la cual 91,02 km² corresponden a tierra firme y (0,14 %) 0,13 km² es agua.

## Demografía
Según el censo de 2010, había 46 personas residiendo en el municipio de Equality. La densidad de población era de 0,5 hab./km². De los 46 habitantes, el municipio de Equality estaba compuesto por el 100 % blancos. Del total de la población el 0 % eran hispanos o latinos de cualquier raza.